# Constitución imperial

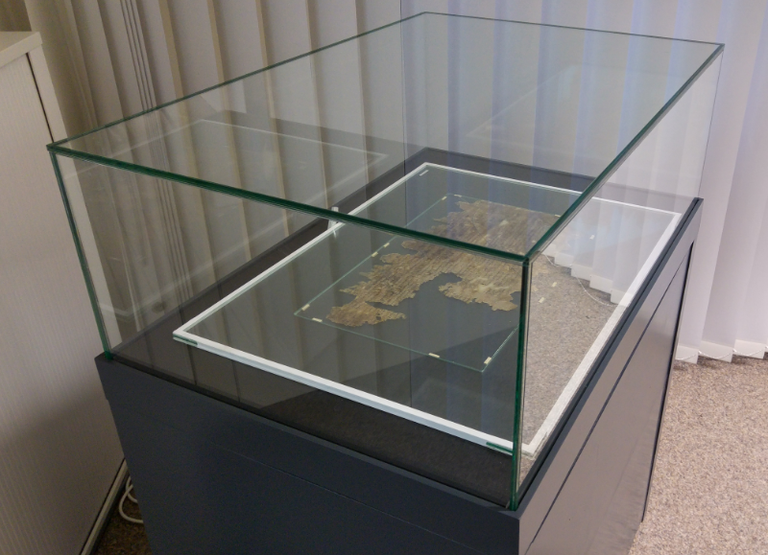
Foto del Constitutio Antoniniana.

Una constitución imperial (en latín, constitutio principis), en derecho romano, es lo que el emperador manda en el ejercicio de sus funciones por edicto o epístola, creando una norma jurídica (lex). Las relaciones del emperador con sus súbditos permitían que estos pudieran proponerle una apelación directamente. Las decisiones del emperador se plasmaban normalmente en forma de epístolas (epistulae).

## Formas de promulgación
Las constituciones podían ser emitidas por el emperador a través de:
- Edicto, del latín edictum.
- Mandato, del latín mandatum.
- Decreto, del latín decretum.
- Rescripto, del latín rescriptum principis.

De ellas Gayo en sus Institutiones, G.1.5, da la siguiente definición:

"Constitutio principis est quod imperator vel decreto vel edicto vel epistula constituit; nec umquam dubitatum est, quin id legis vicem optineat, cum ipse imperator per legem imperium accipiat."

A través de los decreta, el emperador, asesorado por los juristas de su corte, resolvía controversias judiciales de carácter individual. Con los rescripta, el emperador daba su respuesta a una cuestión concreta de derecho formulada normalmente por algún funcionario estatal. 
Mediante los edicta, que eran de carácter general, ejercía el jus edicendi, el derecho a ordenar y promulgar edictos, que tenían en principio los ediles curules, los pretores o los cuestores, dirigidos a una provincia o municipio. Tenían valor de ley en todo el Imperio. Con los mandata, dirigidas a los funcionarios del Estado, el emperador daba instrucciones de carácter general, preferentemente a los gobernadores provinciales. 

## Institutionesde Justiniano
En las Institutiones de Justiniano, la constitución imperial ya no tiene valor igual a ley, sino que es en sí misma ley, estando ya todo el poder legislativo centralizado en manos del emperador. En las Institutiones, I. 1.2.6, se expresa de la siguiente forma:

Sed et quod principi placuit, legis habet vigorem, cum lege regia, quae de imperio eius lata est, populus ei et in eum omne suum imperium et potestatem concessit. Quodcumque igitur imperator per epistulam constituit vel cognoscens decrevit vel edicto praecepit, legem esse constat: hae sunt, quae constitutiones appellantur.